# Makrýgialos
Makrýgialos är en ort i Grekland.   Den ligger i prefekturen Nomós Pierías och regionen Mellersta Makedonien, i den norra delen av landet, 290 km norr om huvudstaden Aten. Makrýgialos ligger 29 meter över havet och antalet invånare är 2 009.
Terrängen runt Makrýgialos är lite kuperad. Havet är nära Makrýgialos åt nordost.  Närmaste större samhälle är Kateríni, 18,2 km sydväst om Makrýgialos. Trakten runt Makrýgialos består till största delen av jordbruksmark.